# Saint-Léger-du-Ventoux
Saint-Léger-du-Ventoux este o comună în departamentul Vaucluse din sud-estul Franței. În 2009 avea o populație de 31 de locuitori.

## Evoluția populației
| An        | 1975 | 1982 | 1990 | 1999 | 2006 | 2009 |
| --------- | ---- | ---- | ---- | ---- | ---- | ---- |
| Populație | 28   | 33   | 31   | 24   | 30   | 31   |